# 倫敦精霊探偵団
『倫敦精霊探偵団』（ろんどんせいれいたんていだん）はバンダイより発売されたコンピュータゲーム。精霊デザインは韮沢靖が手がけている。

## あらすじ
蒸気機関の発達によって変わりつつある19世紀の倫敦（ロンドン）。名探偵エヴァレットに見出され、彼に弟子入りした元孤児の少年探偵を主人公に、様々な事件を章仕立てで描いていく。

## 登場人物
主人公
探偵見習い。10歳。手加減を知らない元気いっぱいの少年。その日暮らしのきままな孤児だったが、エヴァレットの誘いで彼に弟子入りする。パチンコと花火を武器に、倫敦の様々な事件を解決していく。
アリエス・アイヴォリー
ヒロイン。12歳。可愛らしい風貌とは裏腹に、負けず嫌いで勝気な性格。エヴァレットに憧れ、彼に弟子入りする。鉱物学者の父親を持つお嬢様であり、レディとしての礼儀作法もそれなりに身につけている。
相棒
主人公を「あにき」と慕う孤児。6歳前後。天真爛漫な性格で、時にはトラブルに巻き込まれる。身体は丈夫で、高いところから落ちても平気。
ジョン・エヴァレット・ミレイ
英国が誇る名探偵であり、主人公の師匠。自他ともに認める完璧な人物。
ヴァージル
精霊探偵。精霊と心を通わせることができる。内気で人が苦手。口調はたどたどしい。謎が多い。
ウィリアム・ブレイク
通称・怪人スペクター。紳士的で古風な美学を持つ。かつてはエヴァレットのライバルだったが、現在は引退している。彼も謎が多い。